# Hérodiade
Hérodiade (título original en francés; en español, Herodías) es una ópera seria en cuatro actos con música de Jules Massenet y libreto en francés de Paul Milliet y Henri Grémont, basado en la novela Hérodias (1877) de Gustave Flaubert. Se estrenó en el Teatro Real de la Moneda en Bruselas el 19 de diciembre de 1881. 

## Historia
El libreto es una versión de la historia de Juan el Bautista, Salomé, Herodes Antipas y Herodías, pero es marcadamente menos psicológica y sangrienta que la Salomé de Richard Strauss, basada en un texto de Oscar Wilde.  La ópera se estrenó en Bruselas debido a que Auguste-Edouard Vaucorbeil, administrador de la Ópera de París rechazó representar la obra; "Me gusta tu música," le dijo a Massenet, "pero por lo que se refiere al libreto, necesitas desesperadamente a un autor que sepa cómo construir el esqueleto de una obra."
La ópera alcanzó París en el Théâtre des Nations el 1 de febrero de 1884, y la representación final de la temporada el 13 de marzo presentó a los tres De Reszkes; Jean (Jean), Edouard (Phanuel) y Josephine (Salomé). Fue producida en el Théâtre-Italien en 1903 durante 43 representaciones, luego en el Gaîté-Lyrique en 1904, 1911 y 1912. El estreno italiano tuvo lugar en La Scala el 23 de febrero de 1882.
Esta ópera rara vez se representa en la actualidad; en las estadísticas de Operabase aparece con solo 1 representación en el período 2005-2010.

## Personajes
| Personaje                                                  | Tesitura     | Reparto del estreno, 19 de diciembre de 1881 (Director: Joseph Dupont) |
| ---------------------------------------------------------- | ------------ | ---------------------------------------------------------------------- |
| Salomé                                                     | soprano      | Marthe Duvivier                                                        |
| Hérodiade                                                  | mezzosoprano | Blanche Deschamps-Jéhin                                                |
| Jean                                                       | tenor        | Edmond Vergnet                                                         |
| Hérode                                                     | barítono     | Théophile-Adolphe Manoury                                              |
| Phanuel                                                    | bajo         | Léon Gresse                                                            |
| Vitellius                                                  | barítono     | Henri Fontaine                                                         |
| Un sumo sacerdote                                          | barítono     | Boutens                                                                |
| Una voz                                                    | tenor        | Mansuède                                                               |
| Un joven babilonio                                         | soprano      | Hervay                                                                 |
| La Sulamita                                                |              | Lonati                                                                 |
| Coro: Comerciantes, esclavos, israelitas, soldados romanos |              |                                                                        |